# Ron Palillo

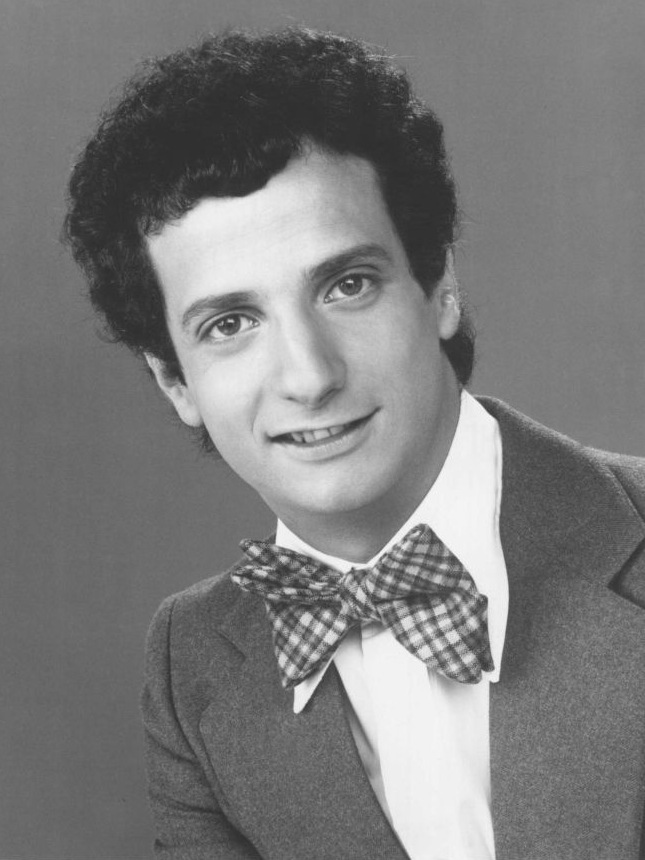
Ron Palillo 1975

Ron Palillo (* 2. April 1949 in New Haven, Connecticut; † 14. August 2012 in Palm Beach Gardens, Florida) war ein US-amerikanischer Schauspieler und Lehrer.

## Leben
Palillo studierte an der University of Connecticut. Als Filmschauspieler war Palillo in den Vereinigten Staaten in verschiedenen Rollen in Filmen und Fernsehserien tätig sowie als Theaterschauspieler in Theaterstücken am Broadway. Insbesondere wurde er in den Vereinigten Staaten durch seine Rolle des Arnold Horshack in der US-Fernsehserie Welcome Back, Kotter bekannt. In Florida unterrichtete er Drama als Lehrer. Mit seinem Lebenspartner Joseph Gramm wohnte er 41 Jahre lang in Palm Beach Gardens, Florida.

## Filmografie (Auswahl)
- 1974–1979: Welcome Back, Kotter (94 Folgen)
- 1976: Mr. T and Tina (Folge: "Pilot")
- 1979: The Love Boat (Folge: "Gopher's Opportunity / The Switch / Home Sweet Home")
- 1979: Sweepstakes (Folge 1.2)
- 1979: Greatest Heroes of the Bible (Folge: "The Tower of Babel")
- 1979: Skatetown, U.S.A.
- 1981: The Love Boat (Folge: "Lose One, Win One / The $10,000 Lover / Mind My Wife")
- 1981 – 1982: Laverne & Shirley in the Army (Stimme; 12 Folgen)
- 1981: Alice (Folge: "The Wild One")
- 1982: Mork & Mindy/Laverne & Shirley/Fonz Hour (Stimme; 8 Folgen (Laverne & Shirley with the Fonz))
- 1983: Rubik, the Amazing Cube (Stimme; 13 Folgen)
- 1983: The A-Team (Folge: "Mexican Slayride")
- 1983: CHiPs (Folge: "Journey to Spacecraft")
- 1983: The Invisible Woman
- 1983: Matt Houston (Folge: "The Beverly Woods Social Club")
- 1984: Surf II
- 1984: Mord ist ihr Hobby (Folge: "Hooray for Homicide")
- 1985: Doin' time
- 1985: Pound Puppies (Stimme)
- 1986: Freitag der 13. Teil VI – Jason lebt (Friday the 13th Part VI: Jason Lives)
- 1986: Trapper John, M.D. (Folge: "Elusive Butterfly")
- 1986: Cagney & Lacey (Folge: "Rites of Passage")
- 1987: Little Clowns of Happytown (Stimme; 18 Folgen)
- 1988: Superman (Verschiedene Rollen; Folge: "Night of the Living Shadows / Graduation")
- 1989: Snake Eater
- 1989: Hellgate
- 1989: Snake Eater II: The Drug Buster
- 1990: The Adventures of Don Coyote and Sancho Panda (Folge: "Pity the Poor Pirate")
- 1990: Midnight Patrol: Adventures in the Dream Zone (13 Folgen; Potsworth & Co.)
- 1991: Committed
- 1991: Darkwing Duck (Stimme, Folge: "Planet of the Capes")
- 1992: Wind
- 1994: Liebe, Lüge, Leidenschaft
- 1996: Ellen
- 1997: Mr. Rhodes (Folge: "The Welcome Back Show")
- 2003: Dickie Roberts: Kinderstar
- 2003: Style Court (Folge 2.26)
- 2004: Trees 2: The Root of All Evil
- 2008: The Curse of Micah Rood
- 2010: The Guardians
- 2010: It's a Dog Gone Tale: Destiny's Stand